# Aramits
Aramits (en euskera: Aramitze) es una población y comuna francesa, en la región de Aquitania, departamento de Pirineos Atlánticos, en el distrito de Oloron-Sainte-Marie, Bearn. Es el chef-lieu del cantón de Aramits, aunque Arette la supera en población.

## Demografía
| 1 024 | 938 | 1 001 | 1 220 | 1 303 | 1 317 | 1 306 | 1 249 | 1 209 | 1 150 | 1 073 | 1 024 | 1 040 | 1 110 | 1 031 | 962 | 986 | 953 | 953 | 940 | 796 | 766 | 753 | 740 | 697 | 642 | 622 | 600 | 621 | 602 | 588 | 653 | 666 |
| Para los censos de 1962 a 1999 la población legal corresponde a la población sin duplicidades (Fuente: INSEE [Consultar]) |     |       |       |       |       |       |       |       |       |       |       |       |       |       |     |     |     |     |     |     |     |     |     |     |     |     |     |     |     |     |     |     |

## Economía
La principal actividad es la agrícola y ganadera (ovina y bovina).

## Personajes
El mosquetero y sacerdote Henri d'Aramitz, que inspiró al personaje de Alejandro Dumas Aramis, es llamado «Señor de Aramits».